# Людина Макінтоша
Людина Макінтоша (англ. The MacKintosh Man) — британсько-американський трилер 1973 року.

## Сюжет
Британський агент Джозеф Ріардон отримує секретне завдання, про яке знає тільки містер Макінтош. Мета операції — проникнути в таємничу агентурну мережу та зібрати інформацію про їх ватажка сера Джорджа Вілера. Ріардорн організовує пограбування і дозволяє себе спійманим і засудити до 20 років у в'язниці Челмсфорда. Там він знайомиться зі Слейдом, російським шпигуном, який відбувають довічне ув'язнення. Разом вони здійснюють втечу.

## У ролях
- Пол Ньюман — Ріардон
- Домінік Санда — місіс Сміт
- Джеймс Мейсон — сер Джордж Вілер
- Гаррі Ендрюс — Макінтош
- Єн Беннен — Слейд
- Майкл Хордерн — Браун
- Найджел Патрік — Сомс-Тревіліян
- Пітер Вон — Брунскілл
- Роланд Калвер — суддя
- Персі Херберт — Таафі
- Роберт Ланг — Джек Саммерс
- Дженні Ранейкр — Герда
- Джон Біндон — Бастер
- Х'ю Меннінг — прокурор
- Вульф Морріс — комісар поліції
- Ноель Перселл — О'Донован
- Дональд Вебстер — Джервіс
- Кіт Белл — Палмер